# Texel (Verkade-album)

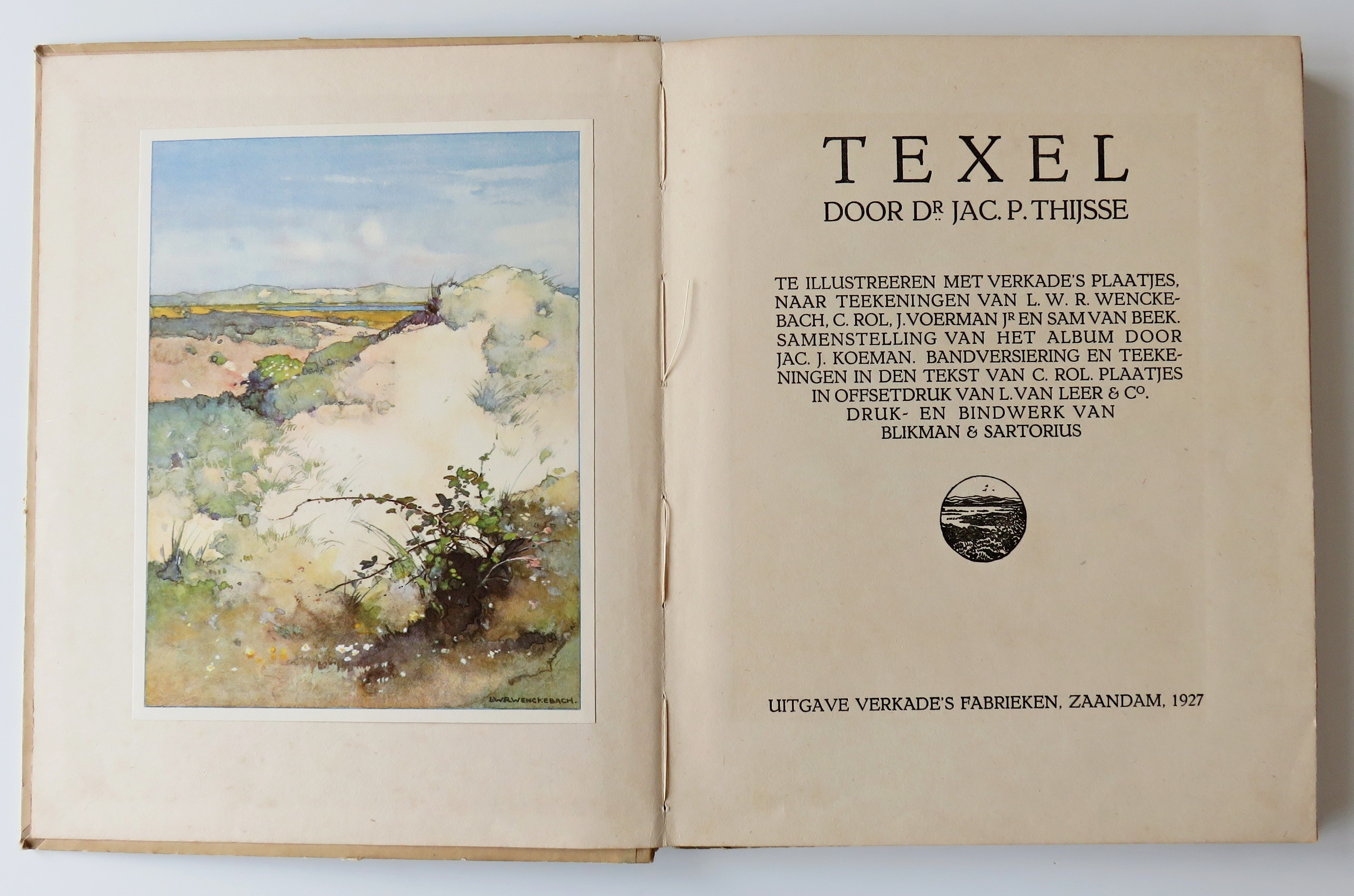
Titelpagina van het boek Texel

Texel is een Verkade-album, geschreven door Jac. P. Thijsse, dat verscheen in 1927. De illustraties, plakplaatjes, die konden worden verkregen door het inleveren van bonnen, die bij de Verkade-producten waren gevoegd, werden geschilderd door L.W.R. Wenckebach, C. Rol,  Jan Voerman jr. en Sam van Beek.

## Bibliografische gegevens
- Thijsse, dr. Jac. P. (1927) - Texel. Zaandam : Verkade's fabrieken.[1] "Te illustreeren met Verkade's plaatjes naar teekeningen van L.W.R. Wenckebach, C. Rol, Jan Voerman jr. en Sam van Beek. Samenstelling van het album door Jac. J. Koeman. Bandversiering en teekeningen in den tekst van C. Rol. Plaatjes in offsetdruk van L. van Leer & Co. Druk- en bindwerk van Blikman & Sartorius."[2] 96 pgs.

Het album kostte indertijd fl. 0,75 en verscheen in een oplage van 100.300 exemplaren.
In 1988 werd Texel in facsimile herdrukt in een oplaag van 12.000 exemplaren. Ede : Uitg. Zomer & Keuning. De herdruk kreeg een “Ten Geleide” van K.H. Voous. De plaatjes waren gedrukt in een los katern van 32 pagina's en moesten worden uitgeknipt en ingeplakt in het album. De prijs was inmiddels gestegen tot  fl. 29,90.

## Geschiedenis

### Het album
Verkade, fabrikant van brood, koek en beschuit in Zaandam begon in 1903 met het uitgeven van plaatjesalbums. De eerste drie albums waren van Duitse herkomst en bevatten geen tekst. In de boeken konden de kleurenplaatjes worden geplakt, die bij de Verkade-artikelen waren gevoegd.
In 1906 verscheen het eerste album in een reeks over de Nederlandse natuur, geschreven door Jac. P. Thijsse. Dat was het album Lente. Daarna verschenen albums over de andere seizoenen. Thijsse kreeg fl. 750,- per album voor het schrijven van de tekst. De illustratoren werden per afbeelding betaald: aanvankelijk fl. 10,- per plaatje, later fl. 15,-, en ten tijde van het maken van het Texel-album al fl. 20,-.
Van 1910 tot 1913 verschenen vier albums waarin het vóórkomen en het leven van planten- en diersoorten in bepaalde biotopen werd beschreven. Het Naardermeer vormde daar een van. Vervolgens verschenen vier “toeristische” albums over Nederlandse gebieden. Het eerste, Langs de Zuiderzee werd in de record-oplage van 34.230 exemplaren gedrukt; het laatste, Friesland, verscheen in 1919 in een zeer kleine oplaag, waardoor het voor verzamelaars tegenwoordig een zeer begeerd album is.
Halverwege de Eerste Wereldoorlog werd - mede in verband met de papierschaarste - besloten de plaatjes bij de artikelen tijdelijk te vervangen door bonnen die konden worden ingeruild voor plaatjes. De eerste plaatjesbonnen, “bons” zoals men ze noemde, kwamen in 1915 op de verpakking van de Verkade-producten terecht. Dit systeem is daarna in gebruik gebleven.
Na 1919 verschenen een aantal jaren geen Verkade-albums meer, maar in 1925 kwam Mijn aquarium uit. Het was - in tegenstelling tot de twaalf daarvoor verschenen albums - niet door Thijsse geschreven, maar door A.F.J. Portielje. Het album werd een groot succes. De eerste oplage van 20.000 stuks was binnen een week uitverkocht. Uiteindelijk werden er in totaal 84.000 exemplaren verkocht. Mijn aquarium was het begin van een reeks albums, die wel wordt aangeduid als “de tweede serie albums”, die werden gemaakt onder leiding van Jac. J. Koeman, die daarvoor een jaarsalaris van fl. 3000,- van Verkade ontving. Overigens was Koeman zelf een groot aquariumliefhebber. Hij zorgde voor veel illustraties.
Er zouden nog verschillende albums van Portielje volgen. Eerst was de beurt weer aan Thijsse, die in 1926 het album De bloemen in onzen tuin schreef, en in 1927 Texel. Vanaf dat moment verschenen nog vier albums van Thijsse en drie van Portielje, terwijl ook enkele andere schrijvers tekst voor albums leverden.
Omdat Thijsse op 18 september 1922 een eredoctoraat had ontvangen van de Universiteit van Amsterdam, stond op het album De bloemen in onzen tuin de naam van de schrijver nu vermeld als “Dr. Jac. P. Thijsse” en verhoogde Verkade zijn honorarium tot fl. 1125,- per album.

### Thijsse en Texel
Voor Thijsse bood het album Texel een goede gelegenheid het volgens hem “zonder twijfel (...) schoonste en rijkste (...) Noordzee-eiland” (p. 3) bij een groot publiek onder de aandacht te brengen. Hij deed dat op een zodanig enthousiaste manier, dat het album uiteindelijk “een van Thijsses aantrekkelijkste albums” is geworden.
In 1890 had Thijsse kennis gemaakt met Texel. Hij werd in dat jaar benoemd als hoofd der “Fransche school” in Den Burg. In het eerste hoofdstuk van het album beschrijft hij beeldend hoe hij het eiland leerde kennen, al dan niet in het gezelschap van zijn leerlingen. Hij vertelt over het polsstokspringen om eieren te zoeken en over zijn wandeltocht rondom het eiland in twee dagen. “Daarna volgden de ontdekkingsreizen in het binnenland.”. Hij vergeet niet te melden dat hij “er maar twee en een half jaar gewoond” heeft, maar dat ie Texelaar zal blijven “tot het eind”.
De twee en half jaar- van begin 1890 tot zomer 1892 - dat Thijsse op Texel woonde, zijn voor hem van groot belang geweest. Hij ontdekte dat Texel een waar “vogeleiland” was, waar hij voorgoed van bleef houden. Zijn allereerste publicaties uit 1894 - in het Engelstalige blad Science gossip - gingen over de vogels van Texel. Hij noemde het eiland daarin “het ornithologisch El Dorado van Holland.”
In het tweede hoofdstuk van het Texel-album beschrijft Thijsse zijn ervaringen in een andere periode van zijn leven, toen hij leraar natuurlijke historie was  aan de middelbare meisjesschool “'t Kopje” in Bloemendaal en de gewoonte had om met de vierde klas “in het laatst van Mei of in het begin van Juni een dag of vier door te brengen op Texel.” Dat was in de jaren na 1922.
Thijsse wilde de kennis die hij had over Texel beslist niet voor zichzelf houden. Hij wilde anderen laten delen in wat hij er voor moois had gevonden, soms zelfs tegen de wens van vrienden in. Dat blijkt wellicht het duidelijkst uit een anekdote over een reis die hij in 1926 naar Texel maakte met vrienden. Op “De Dageraad”, de boot waarmee ze naar Texel voeren onthulde hij dat hij plannen had voor een Verkade-album over Texel. De reactie was toen: “Zou je dat wel doen, Ko? Laat Texel nou van ons blijven!”. Dat het album wel degelijk effect had op het aantal bezoekers van het eiland bleek al meteen in de volgende zomer, toen de pensions en hotels in Den Burg en De Koog propvol zaten en sommige toeristen het eiland zelfs betraden met het album onder de arm.

## Inhoud van het album
In het album Texel was plaats voor 132 plaatjes van het formaat 52 x 88 mm, deels liggend, deels staand. Deze plaatjes - alle met afbeeldingen van planten, vogels of insecten (en enkele andere diersoorten) - konden met zes op een pagina worden geplakt, op de pagina's 9/10, 17/18, 25/26, 31/32, 39/40, 45/46, 55/56, 63/64, 71/72, 77/78, 87/88. Het album was bij aanschaf voorzien van een kleurenplaat van 170 x 219 mm (br x h) tegenover de titelpagina. Daarnaast was er in het album plaats voor 12 kleurenplaten van het formaat 140 x 83 mm (br x h), genummerd A, B, C, E, F, G, H, J, K, L, M en N, met afbeeldingen van landschappen en dorpsgezichten, en ten slotte twee kleurenplaten van 85 x 195 mm (br x h), met de nummers D en I, met afbeeldingen van orchissen.
Het album is ingedeeld in zes hoofdstukken:
- I. De eerste kennismaking (p. 5-19)
- II. Waal en Burg (p. 21-35)
- III. Het Noorden en De Eendracht (p. 36-50)
- IV. Muien en Slufters (p. 53-68)
- V. Naar het zuiden (p. 69-81)
- VI. Dwars door 't eiland (p. 82-92)

Het album wordt afgesloten met een register en een topografische kaart over een gehele pagina.

## De afbeeldingen
Het omslag van het album is ontworpen door Cornelis Rol.   L.W.R. Wenckebach tekende de plaatjes met landschappen in groter formaat, en daarnaast de kleine plaatjes 1 t/m 12 (eveneens landschappen) en 13 t/m 24 (planten). Rol tekende de plaatjes 25 t/m 48 (planten). J. Voerman jr. tekende de plaatjes 49 t/m 60 (planten), de grote platen D en I (orchissen) en de plaatjes 109 t/m 132 (insecten en andere diersoorten). Voor de plaatjes van de vogels werd Samuel Joseph (Sam) van Beek aangetrokken. Hij tekende de plaatjes 61 t/m 108. Vooral van de kant van natuurliefhebbers kwam er nogal wat kritiek op deze plaatjes. Ze zouden de vogels niet natuurgetrouw afbeelden. Voous noemt in zijn 'Ten Geleide' bij de herdruk van het album uit 1988 "de van het begin af minder geslaagde vogelaquarellen van Sam van Beek".